# Delta Antliae
Delta Antliae (δ Antliae, förkortat Delta Ant, δ Ant), som är stjärnans Bayer-beteckning, är en dubbelstjärna i den nordöstra delen av stjärnbilden Luftpumpen. Den har en kombinerad skenbar magnitud på +5,55 och är synlig för blotta ögat där ljusföroreningar ej förekommer. Baserat på parallaxmätningar i Hipparcos-uppdraget på 7,2 mas beräknas den befinna sig på ca 450 ljusårs (139 parsek) avstånd från solen. Stjärnans skenbara magnitud reduceras med 0,02 enheter genom en skymningsfaktor på grund av interstellärt stoft.

## Egenskaper
Primärstjärnan Delta Antliae A är en blå till vit stjärna i huvudserien av spektralklass B9.5 V. Den har en massa som är ca 3,4 gånger solens massa, en radie som är ca 3 gånger större än solens och utsänder ca 200  gånger mera energi än solen från dess fotosfär vid en effektiv temperatur på ca 11 100 K.
Följeslagaren Delta Antliae A är en stjärna av magnitud 9,65 i huvudserien av spektralklass F9 Ve, där "e"-suffixet anger att det finns emissionslinjer i spektret. Parets båda stjärnor är separerade med 11 bågsekunder.[3]